# Sorosis

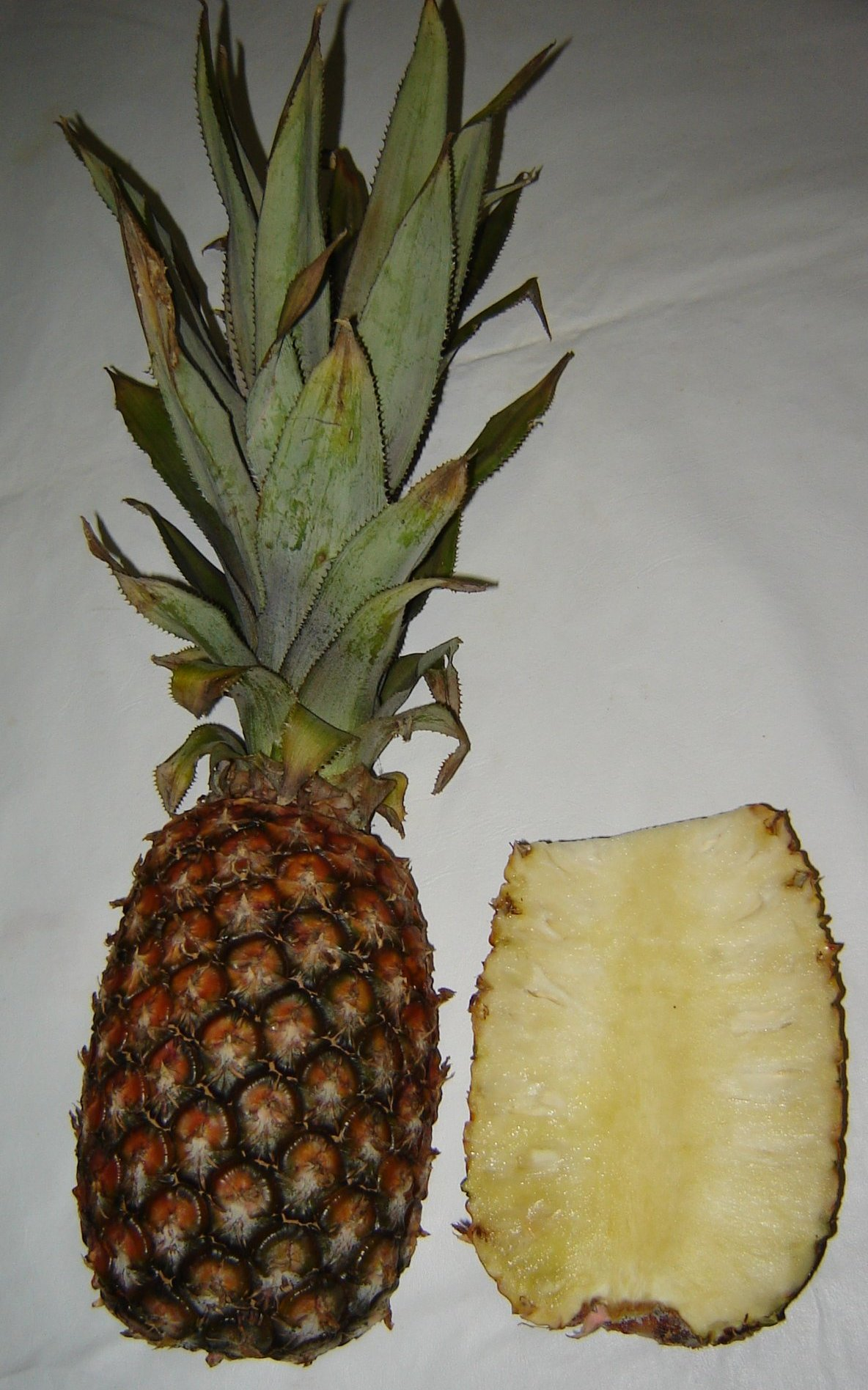
El fruto del ananá se denomina sorosis. En la imagen puede observarse una piña en vista superficial y en corte longitudinal.

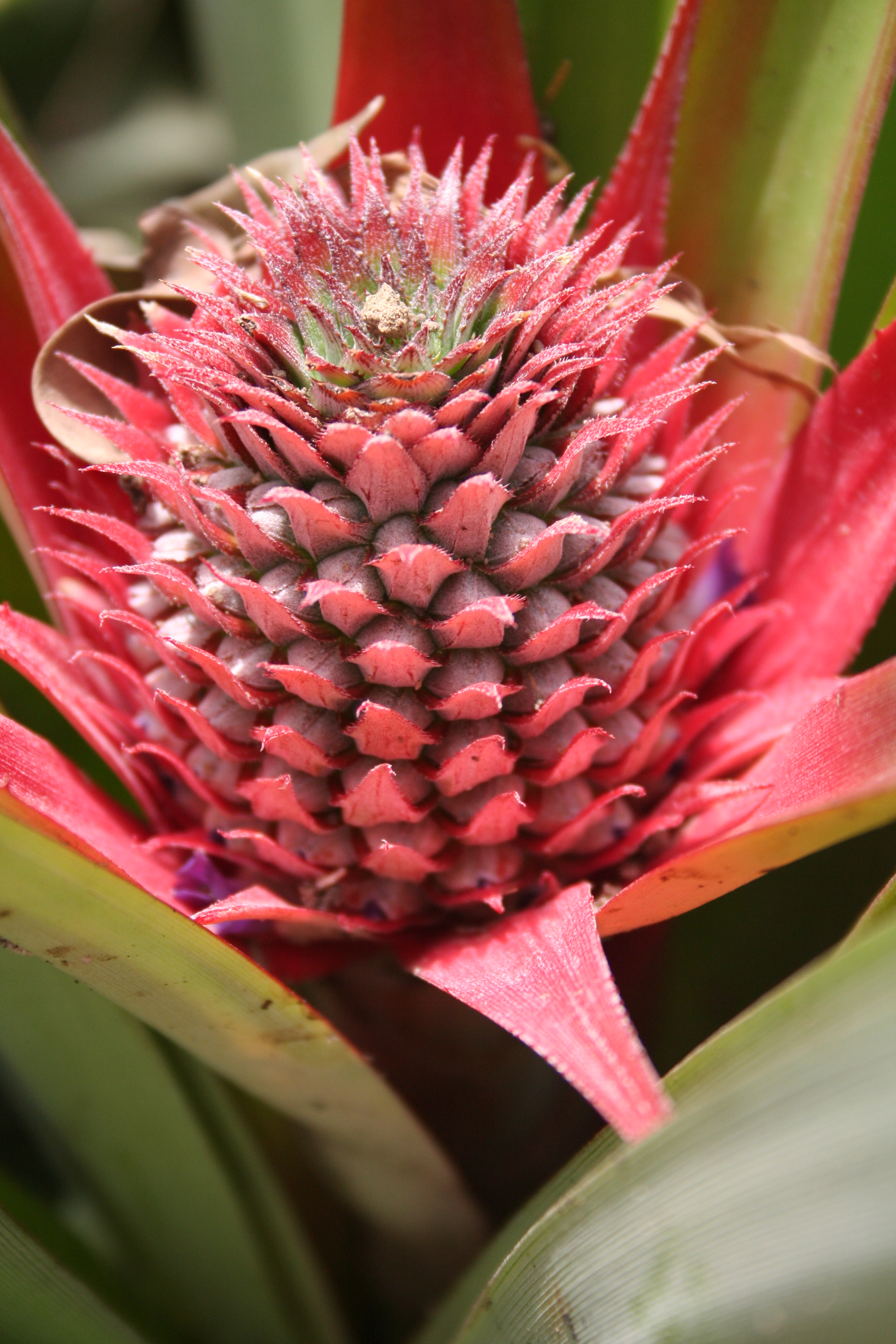
Inflorescencia de Ananas comosus, cada una de las flores desarrollará una baya, las cuales, soldadas entre sí y dispuestas sobre el eje carnoso de la inflorescencia, formará la sorosis.

En Botánica, sorosis (del griego "sorós", montón) es un fruto compuesto, carnoso, derivado de una inflorescencia, como la mora o la piña americana. 
En este tipo de fruto todas las flores de la inflorescencia participan en el desarrollo de una estructura que parece un solo fruto pero que en realidad está formada por muchos frutos. En ocasiones participan en su desarrollo otras partes de la flor o incluso el mismo eje de la inflorescencia.
En las moreras (Morus) todas las flores de la inflorescencia contribuyen al fruto, pero la parte carnosa corresponde a las piezas del perianto que se vuelven carnosas, constituyendo el conjunto una unidad o infrutescencia llamado vulgarmente mora, pero técnicamente denominado sorosis. En el caso de la piña americana (Ananas) se forma una estructura que resulta de la concrescencia o soldadura de todas las bayas que producen las flores de la inflorescencia. La parte central de la misma es el eje de la inflorescencia que se vuelve carnoso, y la parte que se come lleva los pistilos desarrollados y las bases fusionadas de las flores.